# Geräteträger

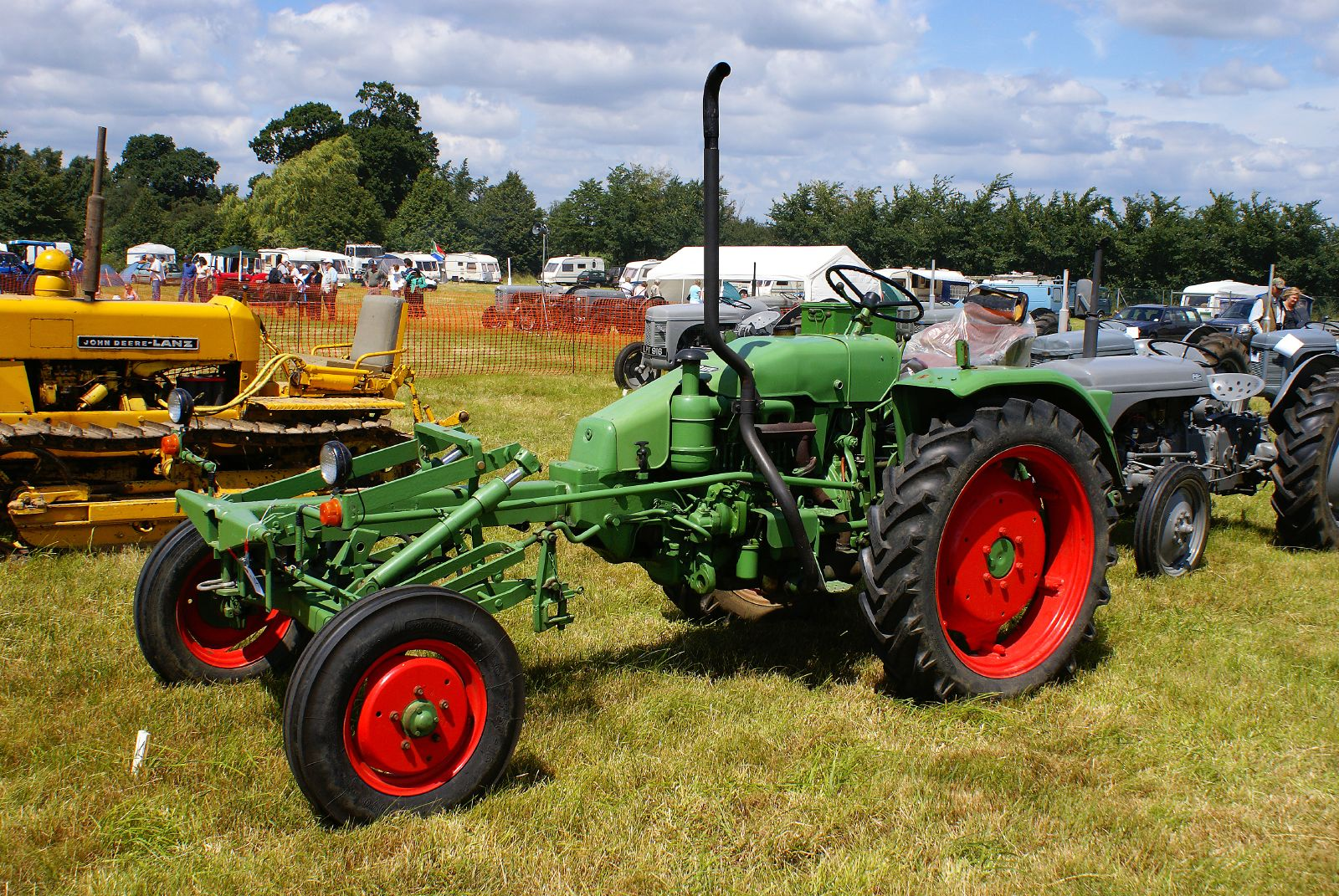
Fendt-Geräteträger

Ein Geräteträger ist ein Nutzfahrzeug, das vorwiegend in der Landwirtschaft eingesetzt wird. Er ist eine Abwandlung des klassischen Traktors. Geräteträger sollen universell einsetzbar sein; erreicht werden soll dieses Ziel durch die Möglichkeit, landwirtschaftliche Geräte im Front-, im Heck- und im Zwischenachsbereich, d. h. im Sichtfeld des Fahrers, anzubauen.
Als Systemgeräteträger werden Geräteträgertraktoren bezeichnet, die keinen Anbauraum im Zwischenachsbereich haben. Sie können, im Gegensatz zu Geräteträgern, den Anbauraum über dem Rahmen flexibler nutzen.

## Entwicklung und Produktion

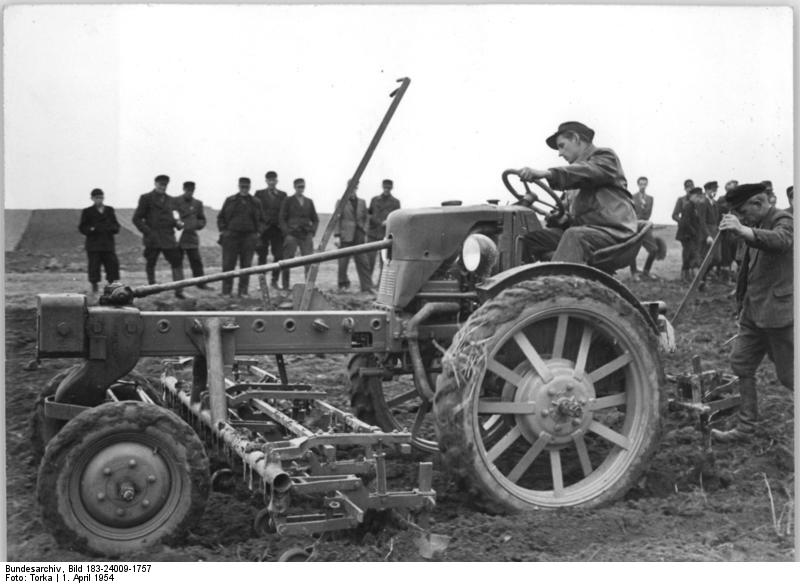
„Maulwurf“-Geräteträger RS 08/15 mit Vielfachgerät zieht die Quadrate für das Kartoffel-Nestpflanzverfahren (1954)

Der Erfurter Ingenieur Egon Scheuch entwickelte das Konzept vor dem Zweiten Weltkrieg; der Krieg verhinderte die Umsetzung. Als Flugzeugschlepper wurde der Scheuch-Schlepper jedoch von der Luftwaffe genutzt. Nach 1945 wurden von verschiedenen Herstellern Modelle entwickelt, die auf derselben Idee beruhten. Scheuch selbst baute mehrere Versuchsmuster, die sich in Details unterschieden: die „Spinne“ und den „Maulwurf“. Der Maulwurf wurde ab 1948/49 auf Messen präsentiert und in einer Kleinserie hergestellt.
1945 entwickelte Albert Friedrich ein „motorgetriebenes Universalgerät“. So entstand ein Allzwecktraktor, der unter dem Namen „Universal-Motor-Gerät“ (Unimog) bekannt wurde. Die Serienproduktion begann 1949.
In den USA begann Allis-Chalmers 1948 mit der Fertigung des Modell G mit 9-PS-Motor. Der Motor befand sich im Heck, das Modell ähnelte daher Einachsschleppern. Bis zum Produktionsende 1955 wurden knapp 30.000 Stück hergestellt.
In der Bundesrepublik Deutschland stellte die Firma Ruhrstahl 1951 ihren Ruhrstahl Geräteträger vor, dessen Henschel-Motor im Heck eingebaut wurde. Im selben Jahr stellte Lanz den ersten Alldog-„Motorgeräteträger“ vor.
Nach einer gründlichen Überarbeitung des Maulwurfs von Egon Scheuch brachte das Traktorenwerk Schönebeck in der DDR ab 1953 die beiden Modelle RS08 und GT150 auf den Markt. Die Konstruktion war teilweise verändert worden, den Motor hatte man versetzt. Ursprünglich war er über der Vorderachse angebracht worden, nun wurde er mit dem Getriebe zu einem Triebsatz an der Hinterachse zusammengefasst. Im selben Jahr stellte Fendt einen 12 PS starken Geräteträger vor, der 1959 mit der höchsten DLG-Anerkennung ausgezeichnet wurde. 1954 wurde der RS08 durch den verbesserten RS09 abgelöst.
In den folgenden Jahren stellten in Deutschland weitere Traktorenhersteller ihre Geräteträger vor, so etwa Ritscher (Multitrac, Produktion ab 1954, später mit anderer Lackierung und eigenen Motoren auch von Güldner und Deutz vermarktet), Eicher (Kombi, ab 1955), Fahr (ab 1955 bis 1957, mit Motor über der Vorderachse), Wesseler (WLG, ab 1956) und Fendt (Fendt GT, ab 1957). Auch Claas baute von 1957 bis 1960 mit seinem Huckepack einen Geräteträger, auf dem ein Mähdrescher angebaut werden konnte.
In Großbritannien bot David Brown von 1956 bis 1961 den 2D an, der dem Allis-Chalmers Model G ähnelte.
1966 wurde die Eicher Kombi-Serie durch die Unisuper-Serie abgelöst. Diese Modelle wurde von 1967 bis 1968 auch von Deutz mit Deutz-Motor und grüner Lackierung angeboten. 1967 stellte die Firma Schmotzer ihren Geräteträger vom Typ Kombi Rekord vor, der einem gewöhnlichen Traktor ähnelte. Dieser wurde bis 1974 hergestellt.
Der GTP 100 war ein Geräteträger, der in den 1980er Jahren von der Zucht- und Versuchsfeldmechanisierung Nordhausen in etwa 80 Exemplaren gebaut wurde.
Die letzten „klassischen“ Geräteträger in Deutschland wurden von Fendt bis Anfang des 21. Jahrhunderts gebaut.

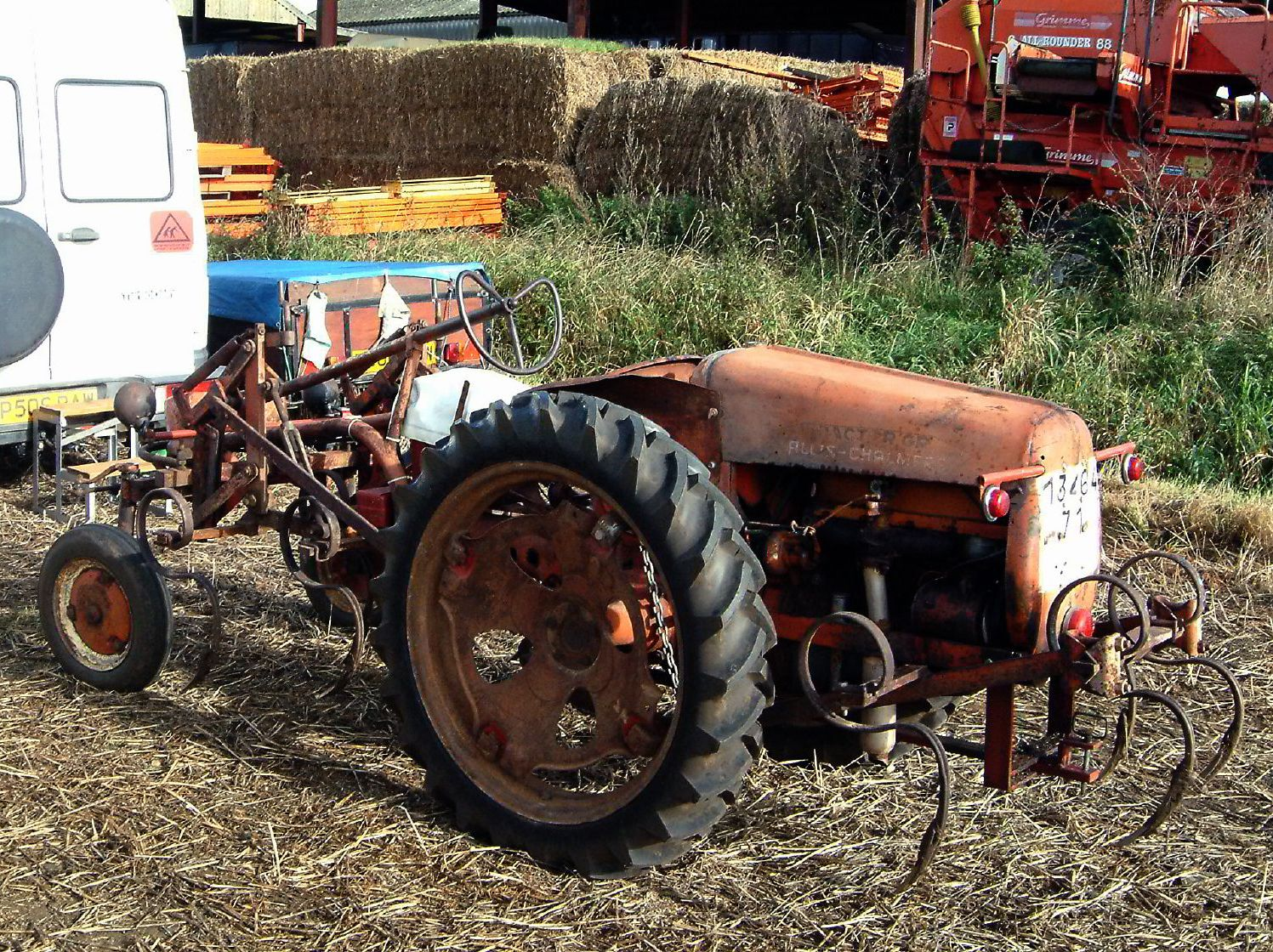
Allis Chalmers G (GRV)
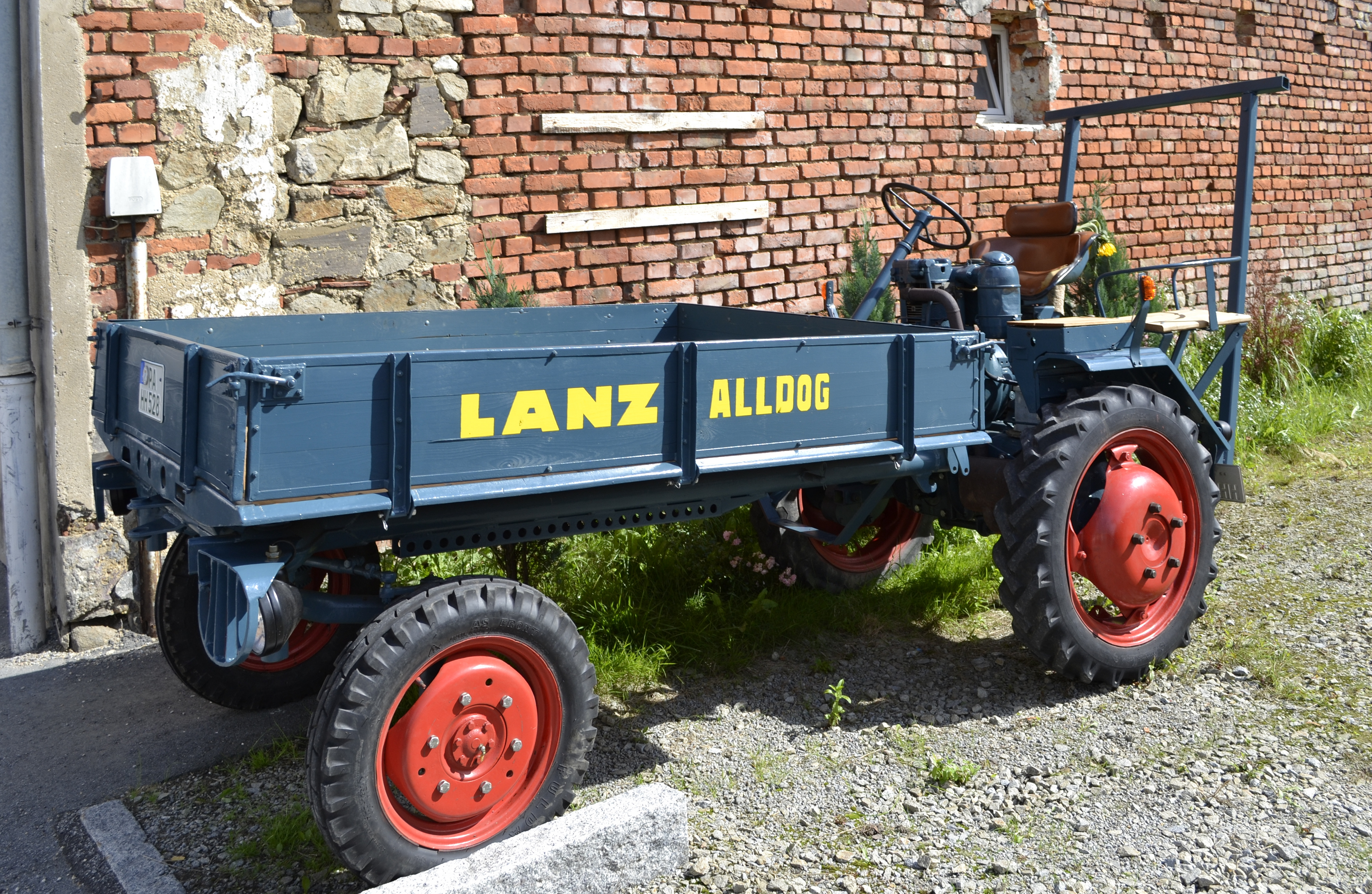
Lanz Alldog mit Ladepritsche
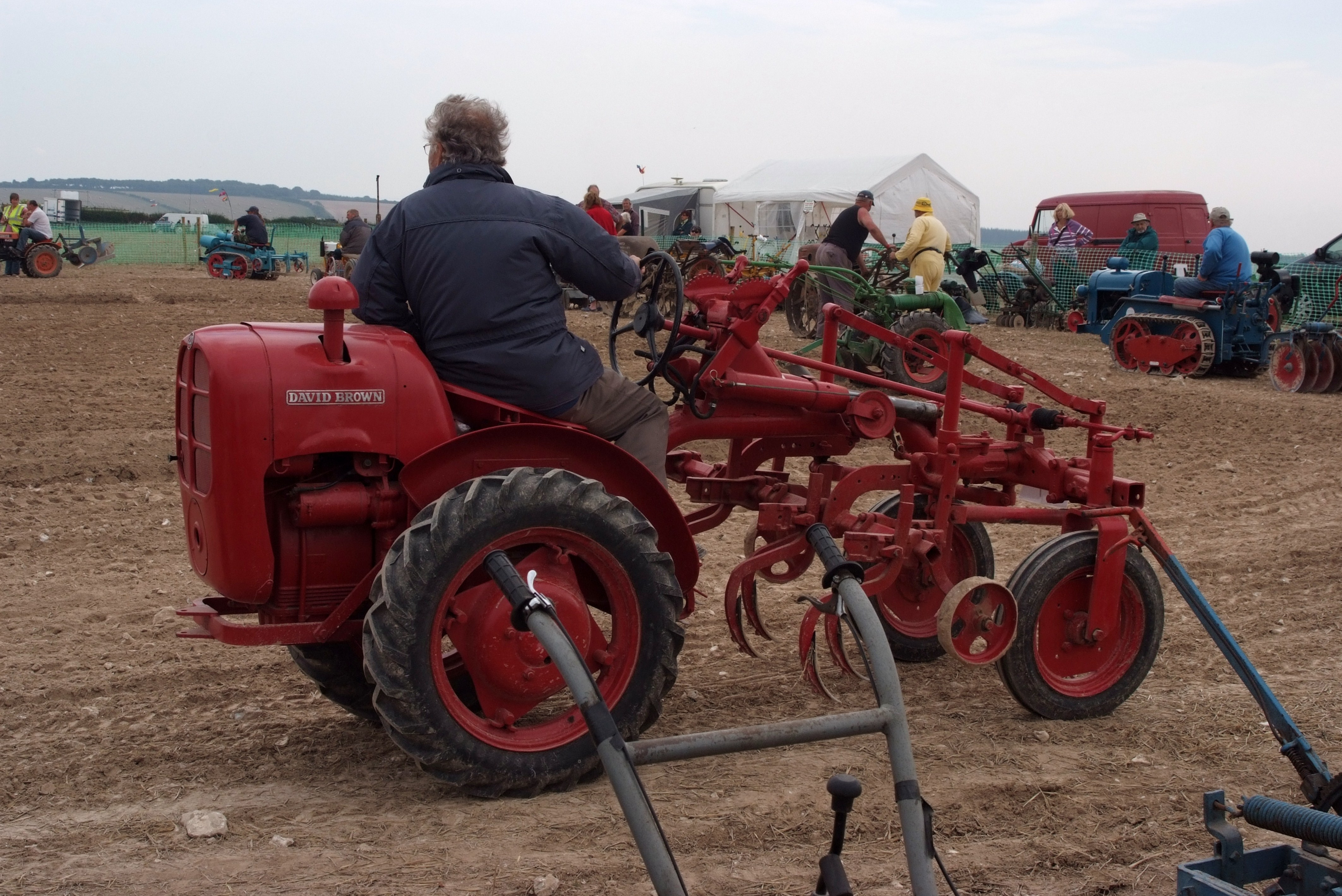
David Brown 2D
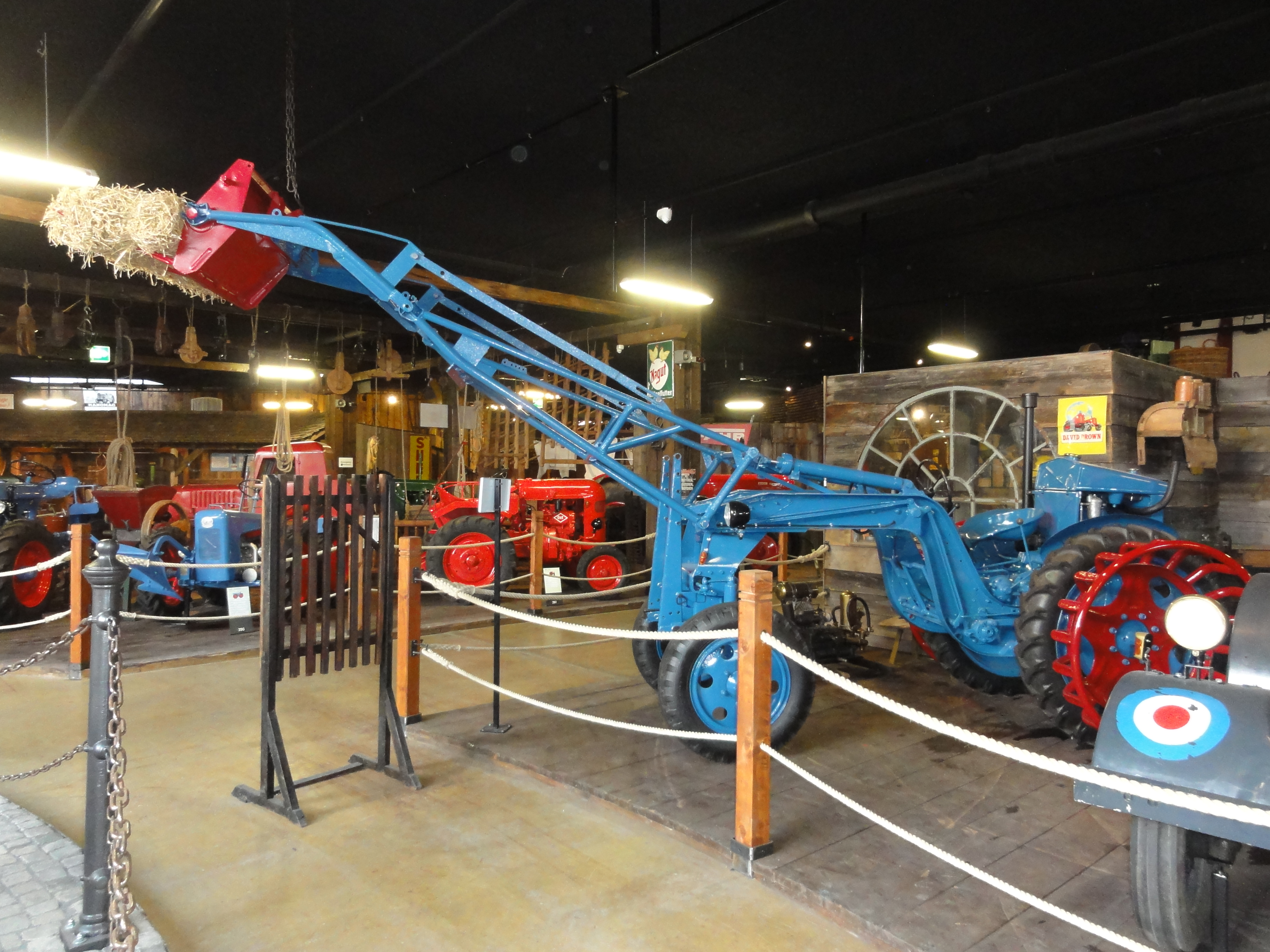
Ruhrstahl Geräteträger mit Frontlader
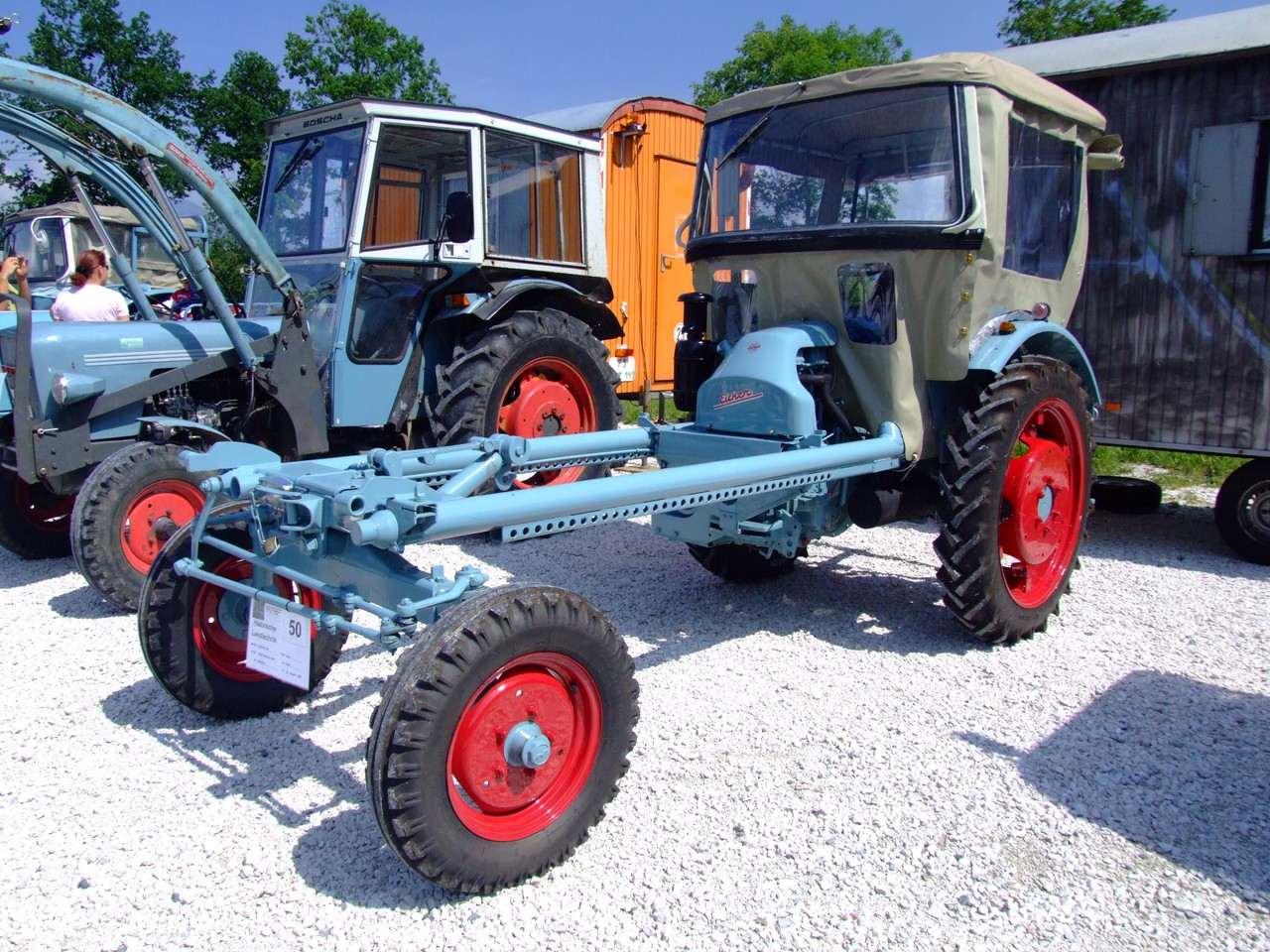
Eicher G250 (1969) mit Verdeck
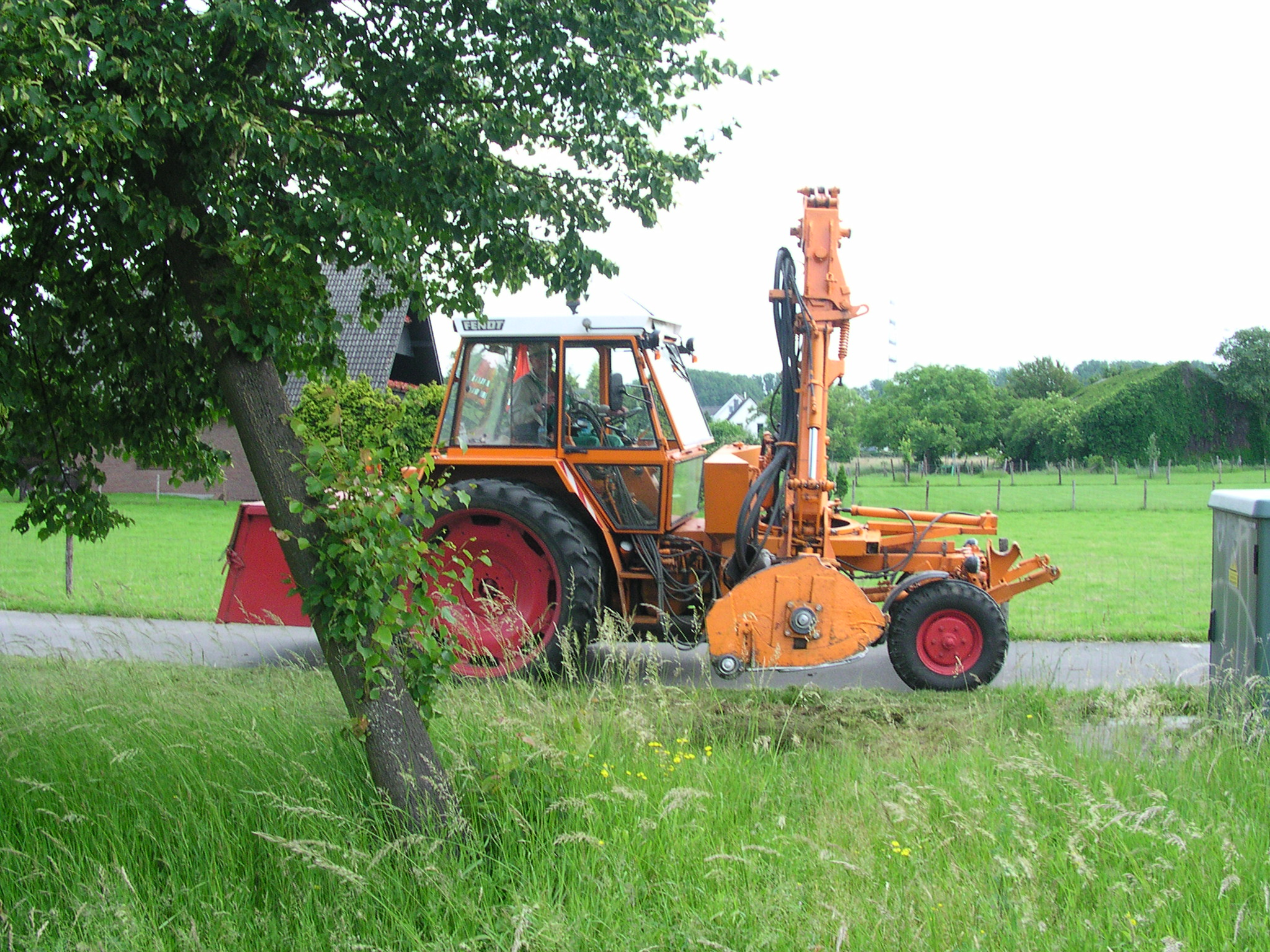
Fendt-Geräteträger mit Mulcher im Kommunaleinsatz
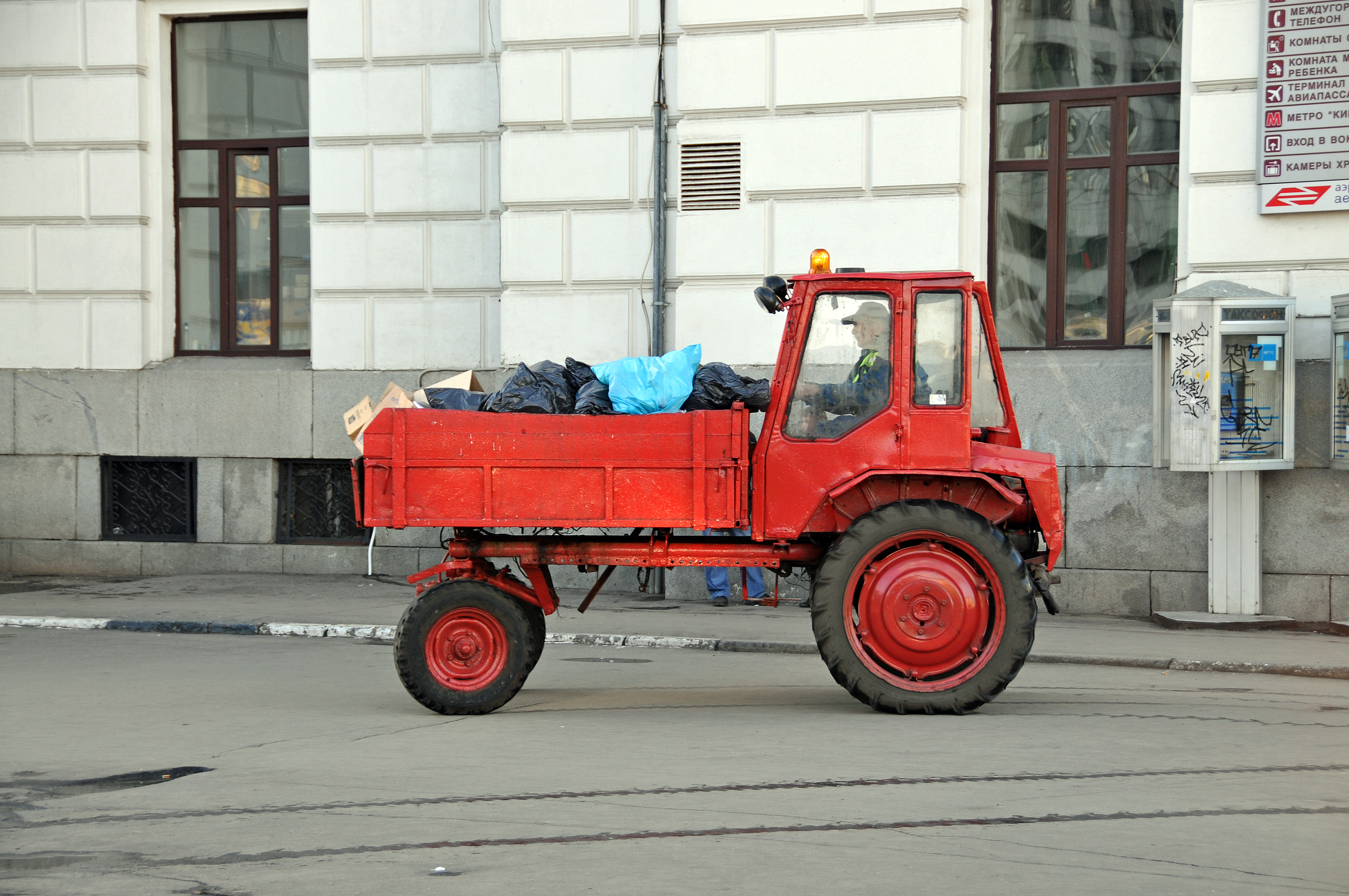
T-16MG Geräteträger aus Charkow/Ukraine

## Systemschlepper als Nachfolger des Geräteträgers
Ab 2004 wurden von Fendt keine Geräteträger mehr gebaut. Nachfolgende Traktoren mit mehreren Anbauräumen werden seitdem auch nicht mehr als Geräteträger bezeichnet, da Fendt die Markenrechte an dem Namen besitzt. Verschiedene Konzepte, die seitdem angeboten wurden bzw. werden, bezeichnet man als Systemschlepper.
Von Fendt selbst wurde 1995 der Xylon als Systemfahrzeug für Landwirtschaft, Landschaftspflege und Kommunen angeboten. Er wurde Systemfahrzeug genannt, weil er die Vorteile von Standardschleppern und Geräteträgern vereinen sollte. Der Xylon besaß vier mögliche Anbauräume: Front, Heck, über der Hinterachse und über der Vorderachse. 2004 wurde die Produktion des Xylon eingestellt.
Claas stellt 1993 das Systemträgerfahrzeug Xerion vor. Dieser Schlepper hat, wie der Fendt Xylon, vier Anbauräume, besitzt Allradlenkung, Allradantrieb, einen stufenlosen Fahrantrieb und eine Motorleistung von 184 kW. Ein Novum ist die schwenk- und drehbare Kabine. Dadurch lassen sich auch größere Geräte anbauen. So kamen etwa aufgesattelte Rübenroder, Gülleausbringtechnik oder spezielle Sattelanhänger zum Einsatz.
Die Firma JCB bietet seit den 1990er Jahren mit dem Fastrac einen Systemschlepper an, welcher dem 1973–1991 gebauten MB-trac von Mercedes ähnlich ist. 
Die Traktoren MB-trac, Fastrac, Xylon und Xerion sind nach dem trac-Konzept gebaut, was eine Unterkategorie der Systemschlepper darstellt. Sie verfügen über vier gleich große Räder und eine in Längsrichtung mittig positionierte Kabine sowie einen Aufbauraum über der Hinterachse.
Auch die Firma Holmer baute ab 1999 ein Systemfahrzeug. Den TerraVariant WA stellte Holmer bereits 1996 vor, damals jedoch als reines Ausbringfahrzeug für Gülle. Die neue Konstruktion bot zwei Anbauräume über dem Rahmen und am Heck. Mit dem schwenkbaren Dreipunkt und der Allradlenkung war es möglich, mit den Achsen spurversetzt, im Hundegang, zu arbeiten. Die Produktion des Terra Variant wurde wegen geringer Nachfrage 2001 eingestellt. Aufgrund besserer Absatzmöglichkeiten stellte Holmer 2006 eine Neuauflage des Terra Variant vor. Das neue Modell verfügt über die gleichen Merkmale wie sein Vorgänger: Allradantrieb, Allradlenkung, schwenkbarer Dreipunkt. Zu den Neuerungen zählen die hydraulische Vorderachsfederung, das automatische Lastschaltgetriebe (18/9 Gänge), der ISOBUS-Anschluss, die Scheibenbremsen und die beiden Motorisierungen mit 360 oder 450 kW.
Auch die Firma Challenger Equipment baut mit dem Terra Gator einen Systemschlepper.
Reine Geräteträger werden nur noch in geringen Stückzahlen, meist für den Gemüseanbau oder das Versuchswesen gebaut, etwa von der Firma Rath.

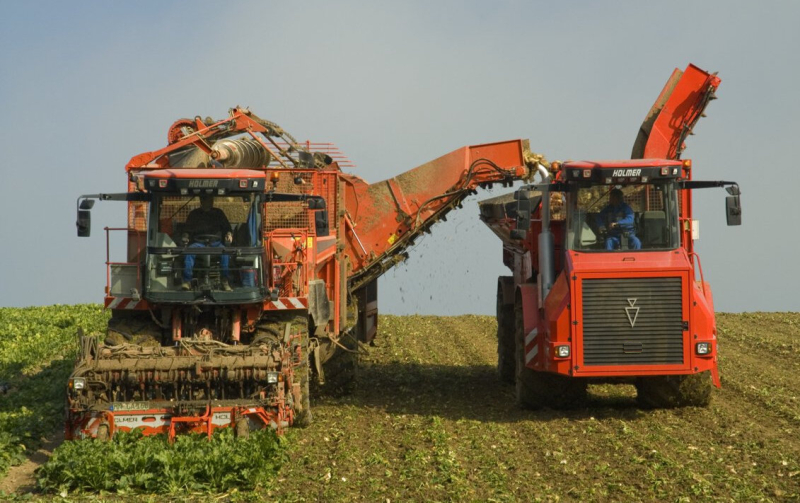
Holmer Terra Variant als Abfuhrfahrzeug
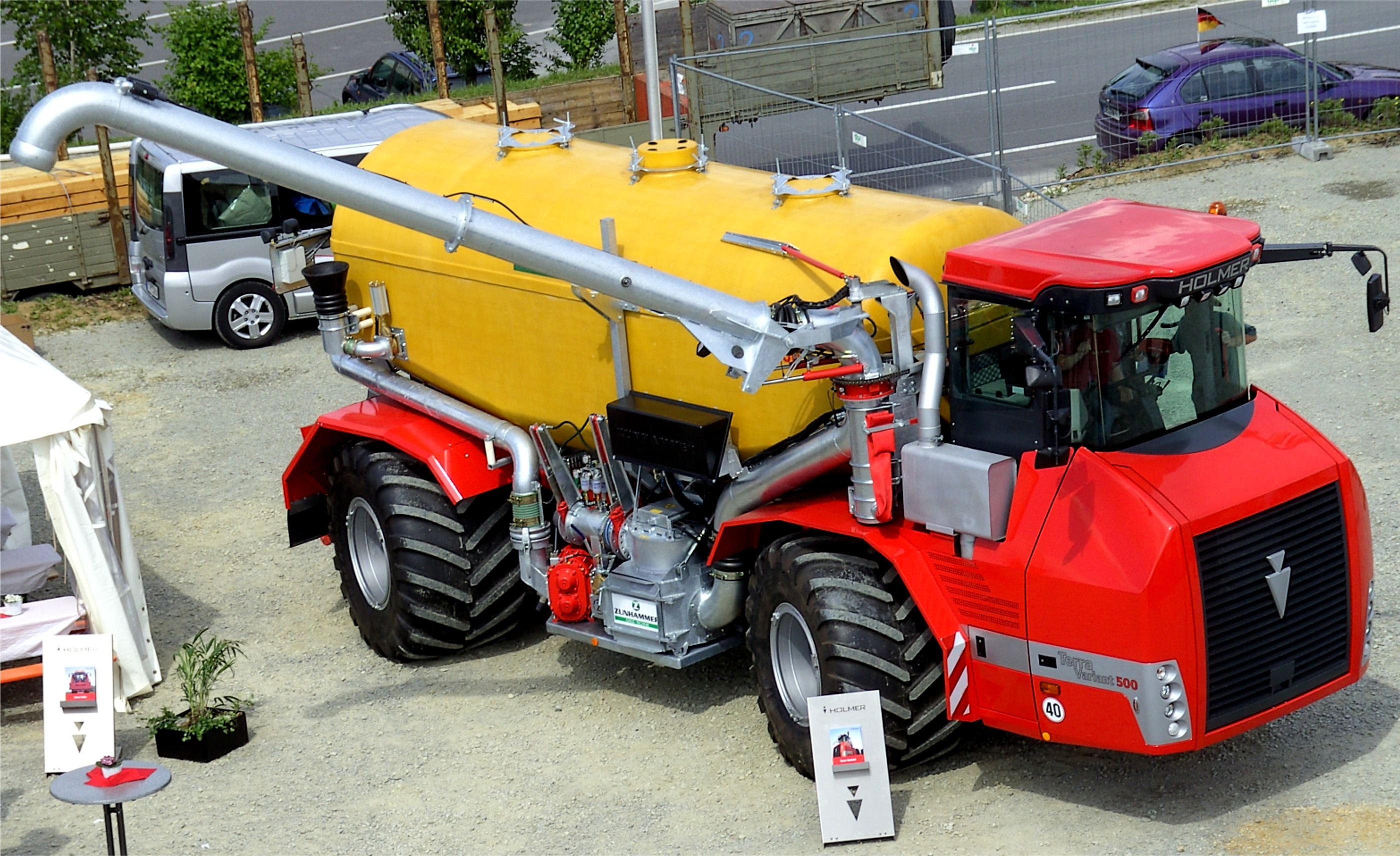
Terra Variant als Gülleausbringer
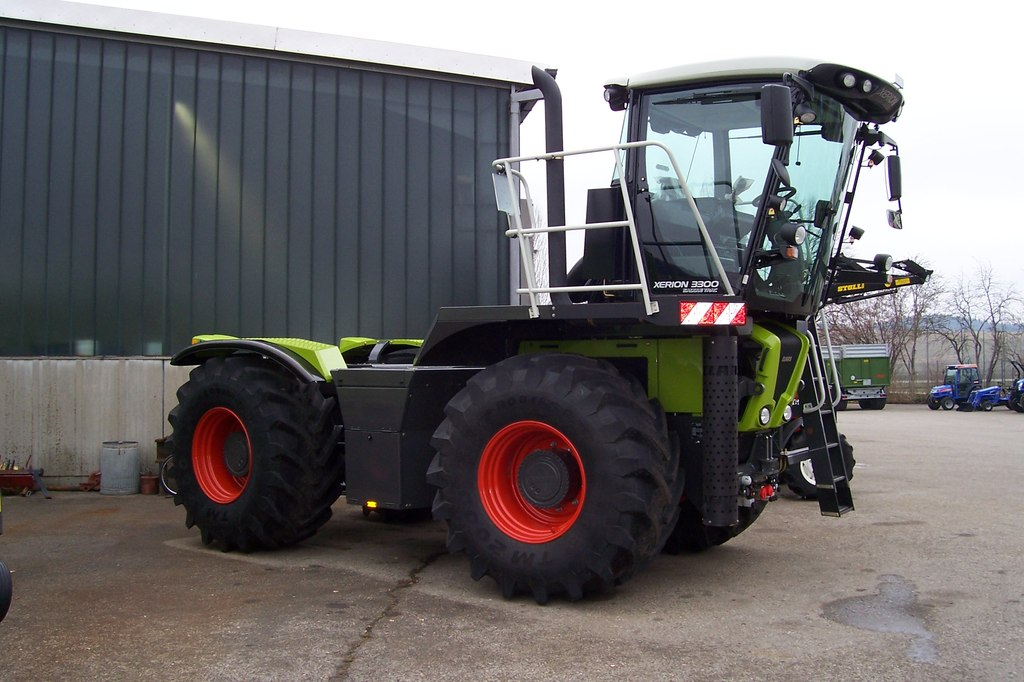
Claas Xerion 3300 saddle trac
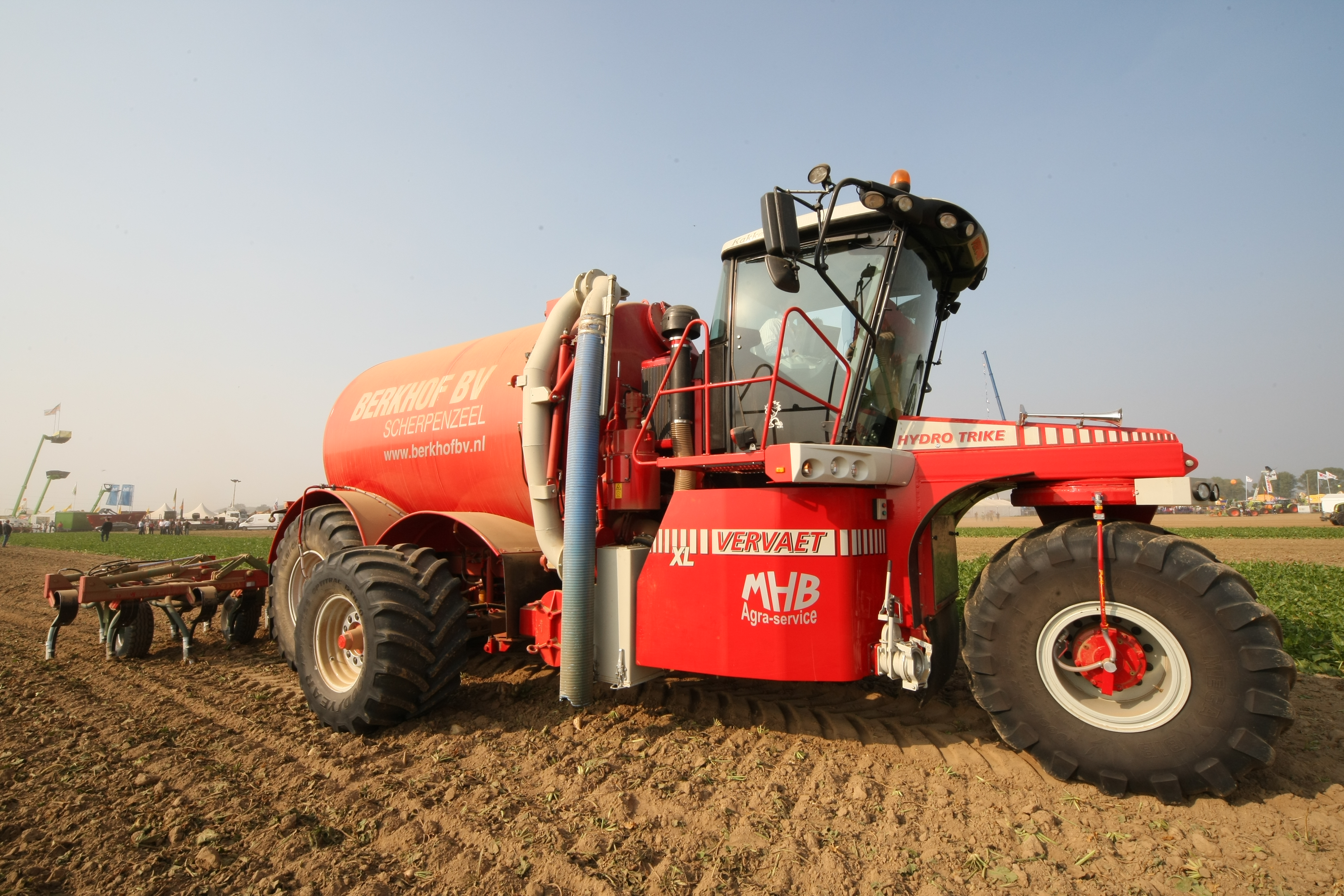
Vervaet-Systemschlepper mit Gülleaufbau
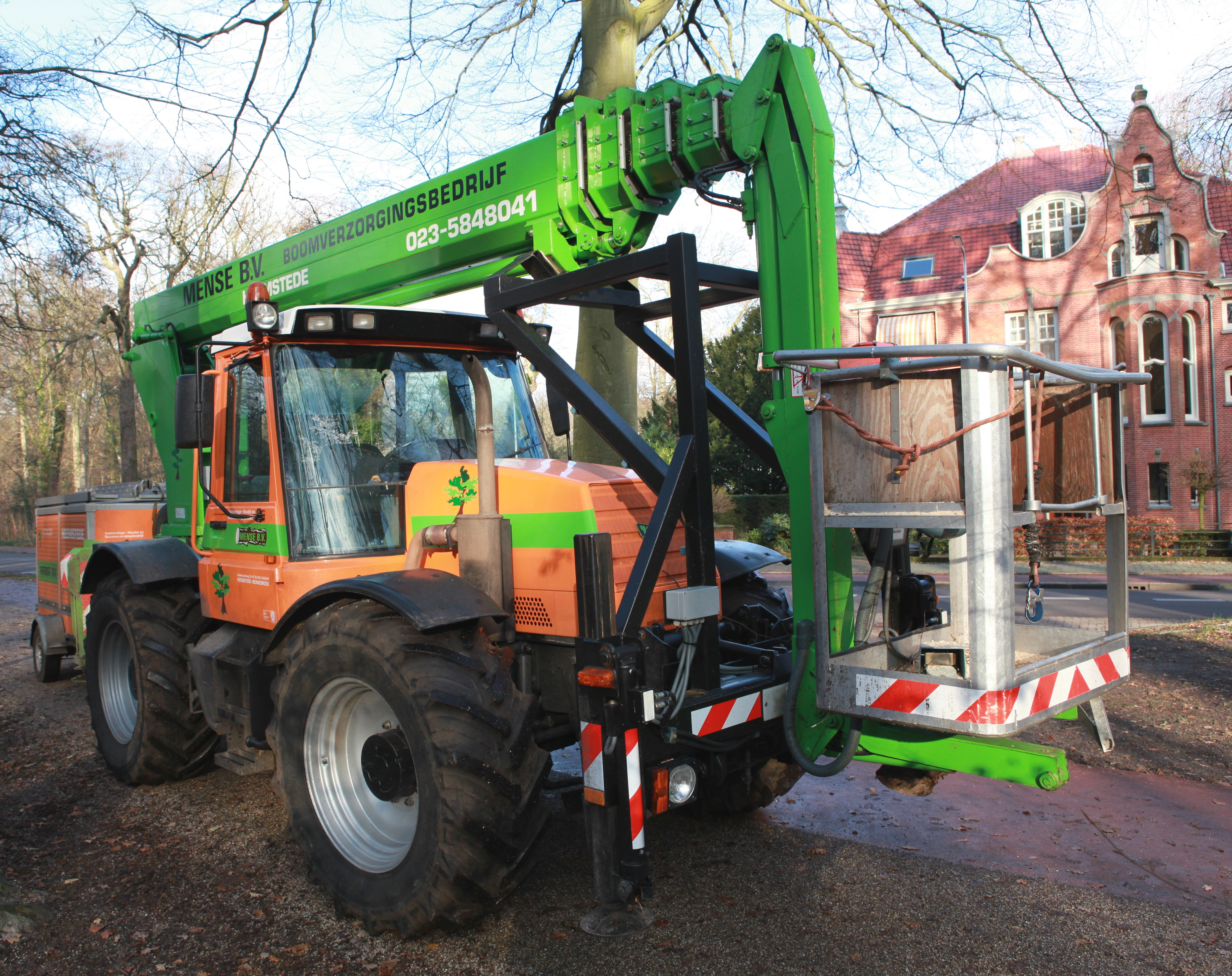
JCB Fastrac mit Arbeitsplattform

## Typische Aufbaugeräte für Geräteträger und Systemschlepper
- Feldspritze, dabei Tank aufgebaut und Gestänge meist in Dreipunkthydraulik
- Frontlader auf dem Frontaufbauraum
- Güllefass-Aufbau
- Miststreuer-Aufbau
- Hackstriegel oder Rübenhackmaschine im Zwischenachsanbau
- Ladepritsche (aufgebaut)
- Vorratsbunker als Zusatzvorrat für Saatgut, Pflanzgut oder Dünger